# トリグラフ (小惑星)
トリグラフ (2522 Triglav) は、小惑星帯にある小惑星。1980年に、クレチ天文台でズデニカ・ヴァーヴロヴァーによって発見された。
3つの頭を持つといわれるスラヴ神話の軍神トリグラフに因んで命名された。